# Chilcotin (langue)
Pour les articles homonymes, voir Chilcotin.
Le chilcotin, ou tsilhqot’in, est une langue amérindienne parlée originellement par les indiens Chilcotins dont le territoire traditionnel, le Chilcotin Country, est situé au centre-ouest de la province de Colombie-Britannique au Canada. Elle fait partie du groupe des langues athapascanes septentrionales.
Selon Statistique Canada, en 2021, le chilcotin est la langue maternelle de 650 personnes au Canada.

## Écriture
Le chilcotin est écrit avec l’écriture latine,.
| i | ɨ | a | e | u | o |

| b  | p | m | d | t  | tʼ | n  | dl  | tl | tlʼ | lh | l | dẑ | tŝ | tŝʼ | ŝ   | ẑ  | dz  | ts | tsʼ | s | z | j | ch | chʼ |
| sh | y | g | k | kʼ | gw | kw | kwʼ | wh | w   | gg | q | qʼ | x  | gh  | ggw | qw | qwʼ | xw | ŵ   | ʔ | h |   |    |     |

## Codes
- Code de langue IETF : clc

## Sources
- (en) Sonya Bird et Sky Onosson, « A phonetic case study of Tŝilhqot’in /z/ and /zˤ/ », Journal of the International Phonetic Association, vol. 53, no 3,‎ 2023, p. 835-868 (DOI 10.1017/S0025100322000093 , lire en ligne )
- (en) Eung-Do Cook, A Tsilhqút’ín grammar, UBC Press, coll. « First Nations languages », 2013 (ISBN 978-0-7748-2516-0, présentation en ligne)
- « Alphabet », sur TsilhqotinLanguage.ca (consulté le 12 juillet 2021)
- « Tsilhqot'in (Xeni Gwet'in) alphabet », sur FirstVoices.com